# Pierre Van Reyschoot
Pierre Emile Van Reyschoot (* 9. Dezember 1906 in Gent; † 9. Oktober 1966 in Antwerpen) war ein belgischer Eishockeyspieler. Er wurde mit der belgischen Nationalmannschaft 1927 Vizeeuropameister.

## Karriere
Pierre Van Reyschoot nahm für die belgische Nationalmannschaft an den Olympischen Winterspielen 1928 in St. Moritz und 1936 in Garmisch-Partenkirchen teil. Mit seinem Team belegte er 1928 den achten von elf Rängen. Er selbst kam im Turnierverlauf zu drei Einsätzen und erzielte dabei drei Tore. Bei den Winterspielen 1936 belegte er mit seiner Mannschaft den 13. und somit letzten Platz und erzielte bei seinen drei Einsätzen zwei Tore. Zudem nahm Van Reyschoot, dem bescheinigt wurde, einen „kanadischen Stil“ erreicht zu haben, für Belgien auch an der Eishockey-Europameisterschaft 1927 in Österreich teil, bei der er mit seiner Mannschaft hinter den Gastgebern die Silbermedaille gewann. Dabei erzielte er im Turnierverlauf drei Tore. Auf Vereinsebene spielte er für CPA Antwerpen, mit dem er viermal belgischer Meister wurde.

## Erfolge
- 1927 Vizeeuropameister
- 1929 Belgischer Meister mit CPA Antwerpen
- 1934 Belgischer Meister mit CPA Antwerpen
- 1935 Belgischer Meister mit CPA Antwerpen
- 1936 Belgischer Meister mit CPA Antwerpen